# Prärievagn

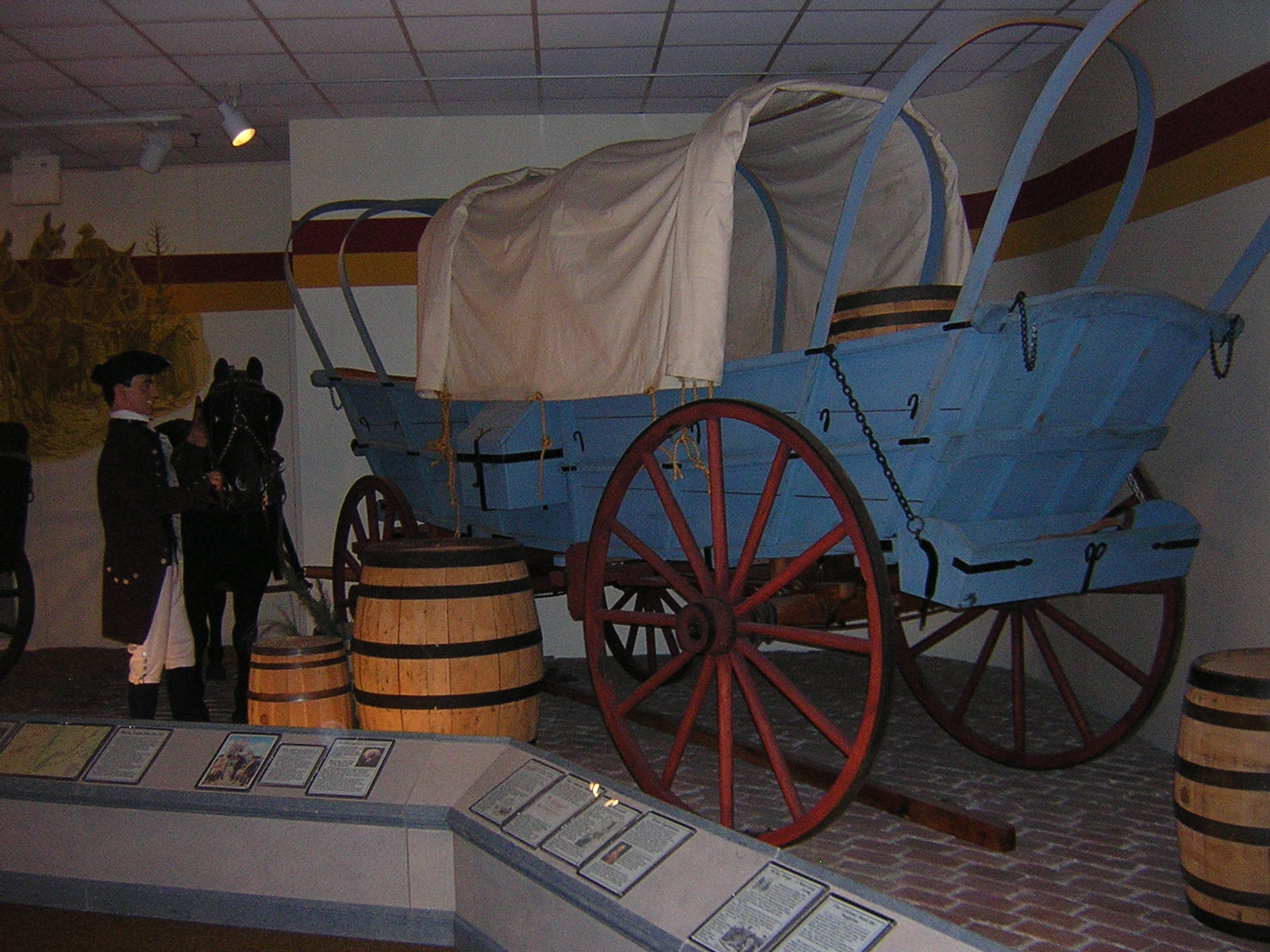
Amerikanskt hästanspänt trossfordon av prärievagnstyp.

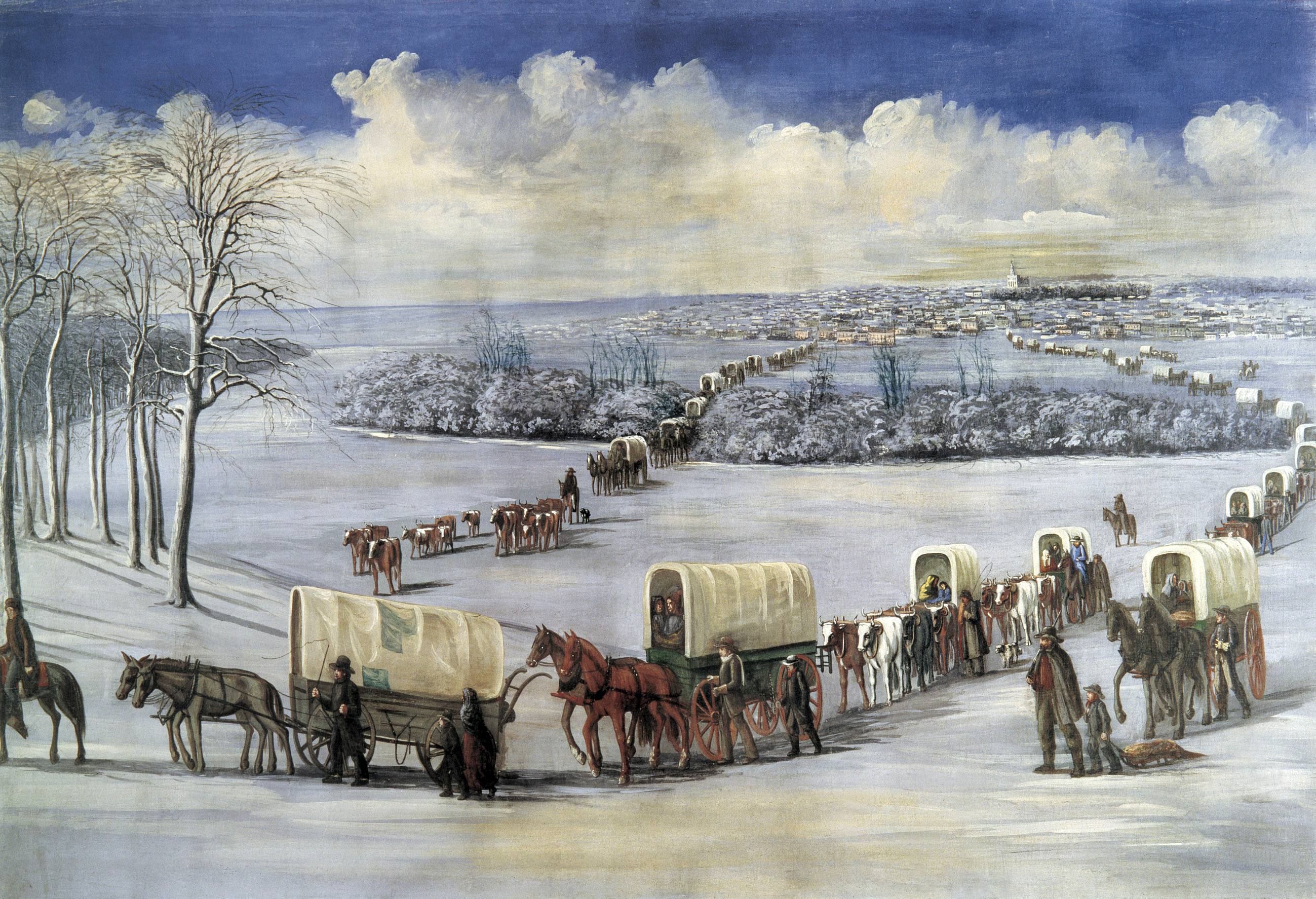
Ett vagntåg med prärievagnar korsar Mississippi på isen.

Prärievagn (Conestoga Waggon) var en stor fyrhjulig hästdragen vagn som användes i USA för transporter av människor och gods. På prärien användes en lättare variant, Prairie Schooner.

## Ursprung
Det första kända omnämnandet av "Conestoga waggon" var i James Logans anteckning från den 31 december 1717 efter att ha köpt en från James Hendricks. Den fick sitt namn efter Conestoga River i kommunen Conestoga i Lancaster County, Pennsylvania, och tros ha skapats av tyska nybyggare för att kunna transportera varor till Philadelphia.

## Terminologi
Ibland kallas prärievagnar ganska felaktigt för diligens. Ett vanligare felaktig användning är dock att alla fyrhjuliga vagnar med ett överspänt kapell oavsett modell kallas conestogavagnar. Fyrhjuliga vagnar med överspänt kapell har använts på alla möjliga håll i världen långt före kolonisationen av Amerika. Bara den stora och långa modellen med skålformad tät vagnkorg kallas conestogavagn.

## Användning
Prärievagnarna användes av migranter, och de första dök upp i Pennsylvania kring 1725. Under 1800-talet förlorade de precis som diligenser alltmer sin roll, då järnvägen byggdes ut.